# Salman Radujew
Salman Radujew (Салма́н Раду́ев; * 13. Februar 1967 in Nowogroznenski; † 14. Dezember 2002 in Solikamsk) war ein tschetschenischer Rebellenführer.

## Leben
Radujew wurde in den Gordaloy-Clan geboren. Während der frühen 1980er Jahre engagierte er sich in der kommunistischen Jugendorganisation Komsomol und wurde deren Landesvorsitzender für die gesamte Autonome Sozialistische Sowjetrepublik Tschetscheno-Inguschetien. Nach seinem Schulabschluss in Gudermes diente Radujew von 1985 bis 1987 den Strategischen Raketentruppen der Sowjetunion in der Weißrussischen Sowjetrepublik. Dort wurde er Mitglied der KPdSU. Nach seiner Entlassung aus dem Militärdienst studierte er Wirtschaft.
Radujew heiratete die Tochter von Dschochar Dudajew, der 1991 die Macht in der Tschetschenischen Republik Itschkerien übernahm. 1992 ernannte Präsident Dudajew seinen Schwiegersohn zum Präfekten von Gudermes.
Im Ersten Krieg um Bergkarabach war er neben Schamil Bassajew der Befehlshaber der tschetschenischen Kämpfer und im Ersten Tschetschenienkrieg kämpfte er in der Schlacht von Grosny. Im März 1995 versuchte der russische Geheimdienst ihn zu fangen. Im Januar 1996 leitete Radujew den Angriff auf Kisljar, der in einer blutigen Geiselnahme endete.
Im Vorfeld der russischen Präsidentschaftswahlen 1996 rief Radujew alle tschetschenischen Feldkommandanten offen zu Terroranschlägen in Russland auf. Nachdem Aslan Maschadow zum neuen Präsidenten der Tschetschenischen Republik Itschkerien gewählt wurde und Radujew den Rang eines Brigadiergenerals abzog, weigerte sich Radujew dessen Legitimität zu akzeptieren und geriet mit diesem in einen Interessenkonflikt. Er bekannte sich zu allen Terroranschlägen auf dem Gebiet der Russischen Föderation in den Jahren 1996–1997 und behauptete sogar, Drahtzieher hinter dem gescheiterten Anschlag auf den georgischen Präsidenten Eduard Schewardnadse im Februar 1998 gewesen zu sein.
1999 erhielt er nach einem Attentat durch eine Autobombe die sein Gesicht stark verletzte, durch plastische Chirurgie mit Titan, was ihm in Russland den Spitznamen "Titanic" gab, in Deutschland ein neues Gesicht. Im März 2000 nahm ihn die Spezialeinheit „Wympel“ des russischen Geheimdienstes in seinem Haus fest. Im Dezember 2001 wurde er zu lebenslanger Haft verurteilt. Im Dezember 2002 starb er in der Strafkolonie in Solikamsk an, laut Russland, inneren Blutungen und wurde ohne islamischem Ritual auf dem Stadtfriedhof von Solikamsk beerdigt.